# 95824 Elger
95824 Elger è un asteroide della fascia principale. Scoperto nel 2003, presenta un'orbita caratterizzata da un semiasse maggiore pari a 2,2054031 UA e da un'eccentricità di 0,1693581, inclinata di 4,22653° rispetto all'eclittica.